# Pierre Foretier
Pierre Foretier (né le 12 janvier 1738 – décédé le 3 décembre 1815) était un commerçant de fourrure à l'époque du régime seigneurial de la Nouvelle-France et officier de milice du Bas-Canada. Né à Montréal en 1738, Pierre Foretier est le fils d'un cordonnier qui mourut lorsqu'il était âgé de neuf ans. Il est devenu par la suite un marchand qui fournissait des biens aux commerçants de fourrures. En 1764, il épouse Thérèse Legrand, fille d'un marchand de Montréal. Il possédait son propre magasin et en exploitait un autre pour le compte de son beau-père. Il est associé à Joseph Périnault dans plusieurs expéditions de fourrures. En 1765, avec Périnault, il acheta une grande partie du fief de Closse et la seigneurie de l'Île-Bizard, rachetant plus tard la part de Joseph Périnault. Après 1767, il exploitait le commerce à son compte avant de prendre Jean Orillat en tant que partenaire en 1774. Foretier a également acheté des biens dans le faubourg Saint-Laurent à Montréal. Au cours de l'Invasion américaine du Canada en 1775-76, il a contribué à l'approvisionnement des forces canadiennes, malgré le fait que sa maison était occupée par un colonel américain et ses officiers.
Nommé juge de paix en 1775, Foretier était parmi ceux qui font pression pour effectuer une réforme constitutionnelle de la province de Québec. Sans succès, il essaya en 1792 de se faire élire à un siège à l'Assemblée législative. À partir de 1804, Foretier a servi dans la milice en tant que colonel, jusqu'à son décès à Montréal en 1815.
Sa fille Marie-Amable s'est mariée à Denis-Benjamin Viger et son autre fille Marie-Élizabeth épousa le juge Louis-Charles Foucher. Son petit-fils Hugues Heney a par la suite représenté la circonscription de Montréal-Est à l'Assemblée législative et a été membre du Conseil exécutif de la province de Québec.